# Kinston (Carolina del Nord)
Kinston è una città degli Stati Uniti d'America, situata nella Contea di Lenoir nello Stato della Carolina del Nord.